# تنب جكي (دجغان)
تنب جکي (بالفارسية: تنب جکی) هي قرية تقع في إيران في بلدة دزكان. يقدر عدد سكانها بـ 62 نسمة .